# Olea chimanimani
Olea chimanimani là một loài olive thuộc họ Oleaceae. Loài này có ở Mozambique và Zimbabwe.

## Hình ảnh

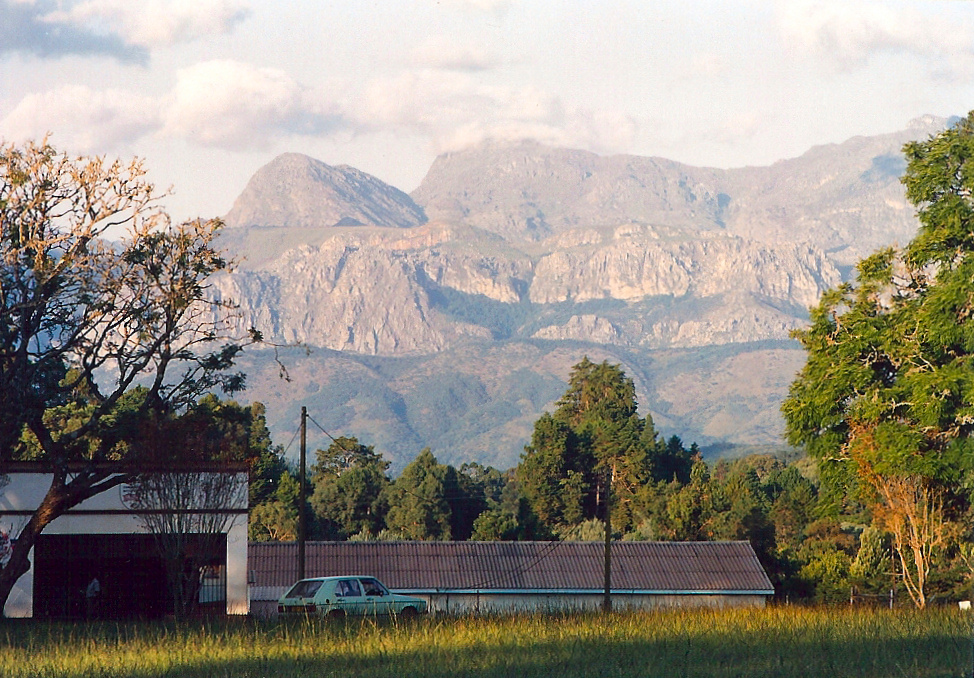
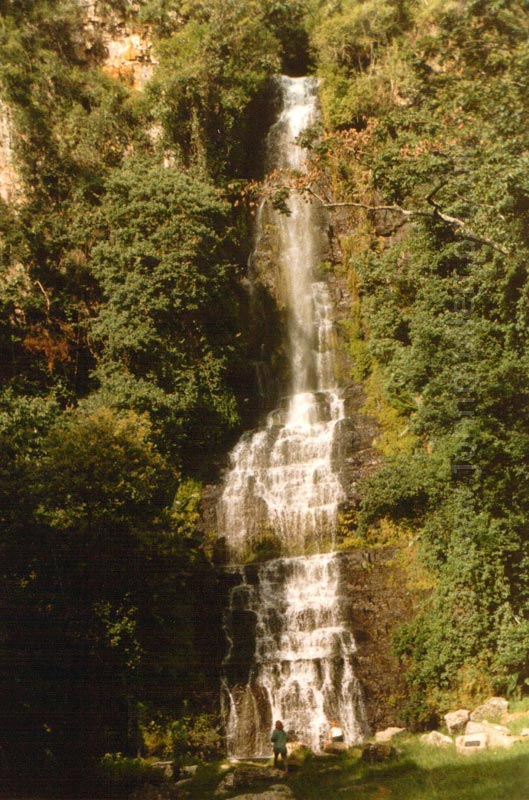